# Zoltmühle
Zoltmühle (oberfränkisch: Dsoldmüll) ist ein Gemeindeteil der Gemeinde Neudrossenfeld im Landkreis Kulmbach (Oberfranken, Bayern). Zoltmühle liegt in der Gemarkung Pechgraben.

## Geographie
Die Einöde liegt an der Trebgast. Die Kreisstraße KU 14 führt nach Pechgraben (1,4 km südwestlich) bzw. zur Staatsstraße 2183 bei Harsdorf (0,8 km östlich).

## Geschichte
Der Ort wurde 1398 als „Zolkempruck“ erstmals urkundlich erwähnt. 1421 wurde er „Zolpenmuele“ genannt, 1641 „Zoltmühle“. Das Bestimmungswort ist der Familienname Zolk. Ursprünglich war Zolk ein Übername abgeleitet von grober Klotz, synonym mit Grobian.
Gegen Ende des 18. Jahrhunderts bestand Zoltmühle aus einem Anwesen. Das Hochgericht übte das bayreuthische Stadtvogteiamt Kulmbach aus. Das Kastenamt Kulmbach war Grundherr der Mahlmühle.
Von 1797 bis 1810 unterstand der Ort dem Justiz- und Kammeramt Kulmbach. Mit dem Gemeindeedikt wurde Zoltmühle dem 1811 gebildeten Steuerdistrikt Neudrossenfeld und der 1812 gebildeten gleichnamigen Ruralgemeinde zugewiesen. Mit dem Zweiten Gemeindeedikt (1818) wurde der Ort in neu gebildeten Ruralgemeinde Pechgraben umgegliedert. Am 1. Januar 1975 wurde Zoltmühle im Zuge der Gebietsreform in Bayern nach Neudrossenfeld eingegliedert.

### Baudenkmäler
- Zoltmühle 7: Ehemalige Mühle mit Nebengebäude

### Einwohnerentwicklung
| Jahr      | 001818 | 001861 | 001871 | 001885 | 001900 | 001925 | 001950 | 001961 | 001970 | 001987 |
| Einwohner | 2      | 7      | 8      | 7      | 10     | 6      | 2      | 1      | 1      | 2      |
| Häuser    | 1      |        |        | 1      | 1      | 1      | 1      | 1      |        | 1      |
| Quelle    | [ 8 ]  | [ 11 ] | [ 12 ] | [ 13 ] | [ 14 ] | [ 15 ] | [ 16 ] | [ 17 ] | [ 18 ] | [ 1 ]  |

## Religion
Zoltmühle ist seit der Reformation evangelisch-lutherisch geprägt und war ursprünglich nach Neudrossenfeld gepfarrt, seit dem 19. Jahrhundert ist die Pfarrei St. Martin (Harsdorf) zuständig.